# Украјина на Светском првенству у атлетици на отвореном 2015.
Украјина је на Светском првенству у атлетици на отвореном 2015. одржаном у Пекингу од 22. до 30. августа, учествовала дванаести пут, односно учествовала је под данашњим именом на свим првенствима од 1993. до данас. Репрезентацију Украјине представљала су 54 такмичара (20 мушкараца и 34 жене) који су се такмичили у 29 дисциплина (10 мушких и 19 женских).,
На овом првенству Украјина је  делила 22 место по броју освојених медаља са 2 медаље (1 сребрна и 1 бронзана). Поред освојених медаља оборена су 6 лична рекорда и остварена су три најбоља национална резултата сезоне и 19 најбоља лична резултата сезоне. У табели успешности према броју и пласману такмичара који су учествовали у финалним такмичењима (првих 8 такмичара) Украјина је са 7 учесника у финалу била 13. са 29 бодова.
| Плас. | Земља    | 1. место | 2. место | 3. место | 4. место | 5. место | 6. место | 7. место | 8. место | Бр. финал. | Бод. |
| ----- | -------- | -------- | -------- | -------- | -------- | -------- | -------- | -------- | -------- | ---------- | ---- |
| 13.   | Украјина | 0        | 1        | 1        | 1        | 0        | 3        | 1        | 0        | 7          | 29   |

## Учесници
| Мушкарци: - Сергиј Смелик — 200 м, 4х100 м - Виталиј Бутрим — 400 м - Иван Бабарјука — Маратон - Oleksandr Babarynka — Маратон - Роман Кравцов — 4х100 м - Volodymyr Suprun — 4х100 м - Виталиј Корж — 4х100 м - Игор Главан — 20 км ходање - Руслан Дмитренко — 20 км ходање - Иван Лосјев — 20 км ходање - Иван Бензерук — 50 км ходање - Сергеј Будза — 50 км ходање - Игор Главан — 50 км ходање - Богдан Бондаренко — Скок увис - Андриј Проценко — Скок увис - Дмитро Јаковенко — Скок увис - Јуриј Кримаренко — Скок увис - Владислав Ревенко — Скок мотком - Јевгениј Виноградов — Бацање кладива - Алексеј Касјанов — Десетобој | Жене: - Олесја Повх — 100 м, 200 м, 4х100 м - Наталија Погребњак — 100 м, 200 м - Христина Стуј — 200 м, 4х100 м - Наталија Строхова — 200 м, 4х100 м - Наталија Пигида — 400 м, 4х100 м - Олга Земљак — 400 м, 4х400 м - Наталија Лупу — 800 м - Олга Љахова — 800 м,4х400 м - Анастасија Ткачук — 800 м - Катерина Кармањенко — Маратон - Олена Попова — Маратон - Хана Плотицина — 100 м препоне - Хана Јарошчук-Рижикова — 400 м препоне - Викторија Ткачук — 400 м препоне - Марија Шаталова — 3.000 м препреке - Јулија Олишевска — 4х400 м - Олга Бибик — 4х400 м - Људмила Ољановска — 20 км ходање - Нађа Боровшка — 20 км ходање - Олена Шумкина — 20 км ходање - Оксана Окунева — Скок увис - Ирина Герашченко — Скок увис - Јулија Левченко — Скок увис - Кристина Хришутина — Скок удаљ - Олга Саладуха — Троскок - Тетјана Пташкина — Троскок - Галина Облешчук — Бацање кугле - Наталија Семенова — Бацање диска - Ирина Новожилова — Бацање кладива - Хана Хатско-Федусова — Бацање копља - Катерина Дерун — Бацање копља - Анастасија Мокхњук — Седмобој - Алина Фјодорова — Седмобој - Хана Касјанова — Седмобој |  |

## Освајачи медаља (2)

### Сребро (1)
- Богдан Бондаренко — скок увис

### Бронза (1)
- Људмила Ољановска — 20 км ходање

## Резултати

### Мушкарци
| Атлетичар                                                    | Дисциплина     | Лични рекорд | Квалификације   | Квалификације   | Полуфинале            | Полуфинале            | Финале                                      | Финале             | Детаљи                                      |
| Атлетичар                                                    | Дисциплина     | Лични рекорд | Резултат        | Место           | Резултат              | Место                 | Резултат                                    | Место              | Детаљи                                      |
| ------------------------------------------------------------ | -------------- | ------------ | --------------- | --------------- | --------------------- | --------------------- | ------------------------------------------- | ------------------ | ------------------------------------------- |
| Сергеј Смелик                                                | 200 м          | 20,30        | 20,60           | 6. у гр. 5      | Нису се квалификовали | Нису се квалификовали | Нису се квалификовали                       | 37 / 54 (60)       |                                             |
| Виталиј Бутрим                                               | 400 м          | 45,01 НР     | 45,88           | 7. у гр. 4      | Нису се квалификовали | Нису се квалификовали | Нису се квалификовали                       | 39 / 44 (45)       |                                             |
| Иван Бабарјука                                               | Маратон        | 2:11:48      |                 |                 |                       |                       | Нису завршили трку                          | Нису завршили трку |                                             |
| Oleksandr Babarynka                                          | Маратон        | 2:14:39      |                 |                 |                       |                       | Нису завршили трку                          | Нису завршили трку |                                             |
| Роман Кравцов / Сергеј Смелик2 Volodymyr Suprun Виталиј Корж | 4 х 100 м      | 38,53 НР     | 38,79 НРС       | 5. у гр. 1      |                       |                       | Нису се квалификовали                       | 11 / 12 (14)       |                                             |
| Игор Главан                                                  | 20 км ходање   | 1:19:59      |                 |                 |                       |                       | 1:20:29 ЛРС                                 | 4 / 50 (61)        | Архивирано на веб-сајту (29. новембар 2015) |
| Руслан Дмитренко                                             | 20 км ходање   | 1:18:37 НР   | 1:23:37         | 21 / 50 (61)    |                       |                       |                                             |                    | Архивирано на веб-сајту (29. новембар 2015) |
| Иван Лосјев                                                  | 20 км ходање   | 1:19:33      | 1:26:32         | 39 / 50 (61)    |                       |                       |                                             |                    | Архивирано на веб-сајту (29. новембар 2015) |
| Иван Бензерук                                                | 50 км ходање   | 3:44:49      | 3:52:15         | 15 / 38 (54)    |                       |                       |                                             |                    |                                             |
| Сергеј Будза                                                 | 50 км ходање   | 3:47:36      | 3:55:10         | 19 / 38 (54)    |                       |                       |                                             |                    |                                             |
| Игор Главан                                                  | 50 км ходање   | 3:40:39 НР   | дисквалификован | дисквалификован |                       |                       |                                             |                    |                                             |
| Богдан Бондаренко                                            | Скок увис      | 2,42 НР      | 2,31 КВ         | 2. у гр. Б      |                       |                       | 2,33                                        |                    |                                             |
| Андриј Проценко                                              | Скок увис      | 2,40         | 2,29            | 9. у гр. А      | Нису се квалификовали | 17 / 39 (41)          |                                             |                    |                                             |
| Дмитро Јаковенко                                             | Скок увис      | 2,30         | 2,26            | 12. у гр. Б     | Нису се квалификовали | 27 / 39 (41)          |                                             |                    |                                             |
| Јуриј Кримаренко                                             | Скок увис      | 2,34         | 2,22            | 16. у гр. А     | Нису се квалификовали | 28 / 39 (41)          |                                             |                    |                                             |
| Владислав Ревенко                                            | Скок мотком    | 5,80         | 5,25            | 17. у гр. Б     | Нису се квалификовали | 33 / 33 (34)          | Архивирано на веб-сајту (29. новембар 2015) |                    |                                             |
| Јевгениј Виноградов                                          | Бацање кладива | 80,58        | 74,09           | 6. у гр. А      | Нису се квалификовали | 14 / 30               |                                             |                    |                                             |

- Атлетичари означене бројем су учествовали и у некој од појединачних дисциплина.

#### Десетобој
| Дисциплина    | Алексеј Касјанов Архивирано на веб-сајту (29. август 2015) | Алексеј Касјанов Архивирано на веб-сајту (29. август 2015) | Алексеј Касјанов Архивирано на веб-сајту (29. август 2015) | Алексеј Касјанов Архивирано на веб-сајту (29. август 2015) | Алексеј Касјанов Архивирано на веб-сајту (29. август 2015) | Алексеј Касјанов Архивирано на веб-сајту (29. август 2015) |
| Дисциплина    | Лич. рек.                                                  | Резултат                                                   | Бод.                                                       | Плас.                                                      | Укупно                                                     | Плас.                                                      |
| ------------- | ---------------------------------------------------------- | ---------------------------------------------------------- | ---------------------------------------------------------- | ---------------------------------------------------------- | ---------------------------------------------------------- | ---------------------------------------------------------- |
| 100 м         | 10,50                                                      | 10,73 ЛРС                                                  | 922                                                        | 7.                                                         |                                                            |                                                            |
| Скок удаљ     | 8,04 д                                                     | 7,58                                                       | 955                                                        | 5.                                                         | 1.877                                                      | 7.                                                         |
| Бацање кугле  | 15,72                                                      | 14,25                                                      | 744                                                        | 15.                                                        | 2.621                                                      | 7.                                                         |
| Скок увис     | 2,08 д                                                     | 2,01 ЛРС                                                   | 813                                                        | 16                                                         | 3.434                                                      | 5.                                                         |
| 400 м         | 47,46                                                      | 48,13 ЛРС                                                  | 903                                                        | 20                                                         | 4.337                                                      | 10.                                                        |
| 110 м препоне | 13,95                                                      | 13,96 ЛРС                                                  | 980                                                        | 4.                                                         | 5.317                                                      | 5.                                                         |
| Бацање диска  | 51,95                                                      | 45,84                                                      | 784                                                        | 4.                                                         | 6.101                                                      | 4.                                                         |
| Скок мотком   | 4,82                                                       | 4,80 ЛРС                                                   | 849                                                        | 10.                                                        | 6.950                                                      | 6.                                                         |
| Бацање копља  | 55,84                                                      | 49,35 ЛРС                                                  | 579                                                        | 22.                                                        | 7.529                                                      | 10.                                                        |
| 1.500 м       | 4:22,27                                                    | 4:31,80                                                    | 733                                                        | 9.                                                         |                                                            |                                                            |
| Десетобој     | 8.479                                                      |                                                            |                                                            |                                                            | 8.262                                                      | 9 / 22 (29)                                                |

### Жене
| Атлетичарка                                                     | Дисциплина       | Лични рекорд | Квалификације   | Квалификације   | Полуфинале            | Полуфинале            | Финале                | Финале                | Детаљи                                      |
| Атлетичарка                                                     | Дисциплина       | Лични рекорд | Резултат        | Место           | Резултат              | Место                 | Резултат              | Место                 | Детаљи                                      |
| --------------------------------------------------------------- | ---------------- | ------------ | --------------- | --------------- | --------------------- | --------------------- | --------------------- | --------------------- | ------------------------------------------- |
| Олесја Повх                                                     | 100 м            | 11,08        | 11,40           | 4. у гр. 5      | Нису се квалификовале | Нису се квалификовале | Нису се квалификовале | 29 / 52 (54)          |                                             |
| Наталија Погребњак                                              | 100 м            | 11,09        | 11,62           | 6. у гр. 7      | Нису се квалификовале | Нису се квалификовале | Нису се квалификовале | 42 / 52 (54)          |                                             |
| Христина Стуј                                                   | 200 м            | 22,66        | 23,21           | 4. у гр. 6      | Нису се квалификовале | Нису се квалификовале | Нису се квалификовале | 27 / 48 (50)          |                                             |
| Наталија Строхова                                               | 200 м            | 23,12        | 23,25           | 5. у гр. 2      | Нису се квалификовале | Нису се квалификовале | Нису се квалификовале | 30 / 48 (50)          |                                             |
| Наталија Погребњак                                              | 200 м            | 22,75        | Није стартовала | Није стартовала | Није се квалификовала | Није се квалификовала | Није се квалификовала | Није се квалификовала |                                             |
| Наталија Пигида                                                 | 400 м            | 50,86        | 51,07 КВ, ЛРС   | 3. у гр. 1      | 50,62 ЛР              | 4. у гр. 3            | Није се квалификовала | 9 / 41 (42)           |                                             |
| Олга Земљак                                                     | 400 м            | 51,00        | 52,00           | 5. у гр. 6      | Није се квалификовала | Није се квалификовала | Није се квалификовала | 11 / 35 (36)          |                                             |
| Наталија Лупу                                                   | 800 м            | 1:58,46      | 1:59,62 кв, ЛРС | 4. у гр. 1      | 1:58,57 КВ, ЛРС       | 2. у гр. 1            | 1:58,99               | 6 / 44 (45)           |                                             |
| Олга Љахова                                                     | 800 м            | 1:59,92      | 1:59,92 КВ, ЛР  | 2. у гр. 2      | 1:58,94 ЛР            | 3. у гр. 2            | Није се квалификовала | 11 / 44 (45)          |                                             |
| Анастасија Ткачук                                               | 800 м            | 2:00,21      | 2:01,07         | 6. у гр. 6      | Није се квалификовала | Није се квалификовала | Није се квалификовала | 27 / 44 (45)          | Архивирано на веб-сајту (28. август 2015)   |
| Катерина Кармањенко                                             | Маратон          | 2:40:20      |                 |                 |                       |                       | 2:43:12 ЛРС           | 31 / 46 (72)          |                                             |
| Олена Попова                                                    | Маратон          | 2:39:43      | Није стартовала | Није стартовала |                       |                       |                       |                       |                                             |
| Хана Плотицина                                                  | 100 м препоне    | 12,93        | 13,15           | 5. у гр. 1      | Није се квалификовала | Није се квалификовала | Није се квалификовала | 26 / 37               |                                             |
| Хана Јарошчук-Рижикова                                          | 400 м препоне    | 54,35        | 55,58 КВ, ЛРС   | 3 у гр. 2       | 55,16 ЛРС             | 4 у гр. 1             | 54,72                 | 9 / 36 (37)           |                                             |
| Викторија Ткачук                                                | 400 м препоне    | 54,35        | 55,45           | 6. у гр. 4      | Није се квалификовала | Није се квалификовала | Није се квалификовала | 29 / 36 (37)          |                                             |
| Марија Шаталова                                                 | 3.000 м препреке | 9:42,34      | 9:36,87         | 4 у гр 1 КВ     |                       |                       | Није се квалификовала | 20 / 27 (29)          | Архивирано на веб-сајту (15. децембар 2015) |
| Олесја Повх2 Наталија Строхова2 Христина Стуј2 Наталија Пигида2 | 4 х 100 м        | 42,04 НР     | 43,59           | 8. у гр. 2      |                       |                       | Није се квалификовала | 15 / 16               |                                             |
| Јулија Олишевска Олга Бибик Олга Земљак2 Олга Љахова2           | 4 х 400 м        | 3:21,94 НР   | 3:26,01 кв, НРС | 4. у гр. 2      | 3:25.94 НРС           | 6 / 16                |                       |                       |                                             |
| Људмила Ољановска                                               | 20 км ходање     | 1:27:09 НР   |                 |                 |                       |                       | 1:28:13               |                       |                                             |
| Нађа Боровшка                                                   | 20 км ходање     | 1:30:03      | 1:31:18         | 11 / 42 (50)    |                       |                       |                       |                       |                                             |
| Олена Шумкина                                                   | 20 км ходање     | 1:25:32      | 1:41:30         | 42 / 42 (50)    |                       |                       |                       |                       |                                             |
| Оксана Окуњева                                                  | Скок увис        | 1,98         | 1,89            | 9. у гр. Б      |                       |                       | Нису се квалификовале | 14 / 28 (30)          |                                             |
| Ирина Герашченко                                                | Скок увис        | 1,94         | 1,85            | 10. у гр. А     | 23 / 28 (30)          |                       | Нису се квалификовале |                       |                                             |
| Јулија Левченко                                                 | Скок увис        | 1,92         | 1,85            | 14. у гр. Б     | 24 / 28 (30)          |                       | Нису се квалификовале |                       |                                             |
| Кристина Хришутина                                              | Скок удаљ        | 6,81         | 6,53            | 9. у гр. А      | 18 / 29 (31)          |                       | Нису се квалификовале |                       |                                             |
| Олга Саладуха                                                   | Троскок          | 14,99        | 14,34 КВ        | 1. у гр. А      | 14,41                 | 6 / 27 (28)           |                       |                       |                                             |
| Тетјана Пташкина                                                | Троскок          | 14,08        | 13,05           | 13. у гр. Б     | Нису се квалификовале | 27 / 27 (28)          |                       |                       |                                             |
| Галина Облешчук                                                 | Бацање кугле     | 19,40        | 16,97           | 10. у гр. А     | Нису се квалификовале | 19 / 24               |                       |                       |                                             |
| Наталија Семенова                                               | Бацање диска     | 64,70        | 55,79 кв        | 6. у гр Б       | 59,54                 | 12 / 31               |                       |                       |                                             |
| Ирина Новожилова                                                | Бацање кладива   | 74,10        | 65,65           | 13. у гр. А     | Нису се квалификовале | 27 / 30 (31)          |                       |                       |                                             |
| Хана Хатско-Федусова                                            | Бацање копља     | 67,29 НР     | 61,41 ЛРС       | 8. у гр. А      | Нису се квалификовале | 15 / 32               |                       |                       |                                             |
| Катерина Дерун                                                  | Бацање копља     | 61,90        | 53,49           | 16. у гр. Б     | Нису се квалификовале | 32 / 32               |                       |                       |                                             |

- Атлетичарке у штафетама означене бројем су учествовале и у некој од појединачних дисциплина.

#### Седмобој
| Атлетичарка        | Дисциплина | 100 м пр        | Вис             | Кугла           | 200 м           | Даљ             | Копље           | 800 м           | Укупно          | Пласман         | Белешка                                   |
| ------------------ | ---------- | --------------- | --------------- | --------------- | --------------- | --------------- | --------------- | --------------- | --------------- | --------------- | ----------------------------------------- |
| Анастасија Мокхњук | Резултат   | 13,07           | 1,83 ЛР         | 13,83           | 24,60           | 6,51            | 38,93 ЛР        | 2:17,00         | 6.359 ЛР        | 7 / 28 (36)     | Архивирано на веб-сајту (23. август 2015) |
| Анастасија Мокхњук | Бодови     | 1.114           | 1.016           | 783             | 924             | 1.010           | 647             | 865             | 6.359 ЛР        | 7 / 28 (36)     | Архивирано на веб-сајту (23. август 2015) |
| Алина Фјодорова    | Резултат   | 14,17           | 1,86            | 14,98           | 25,22           | 6,06            | 35,67           | 2:22,43         | 5.978           | 17 / 28 (36)    | Архивирано на веб-сајту (23. август 2015) |
| Алина Фјодорова    | Бодови     | 954             | 1.054           | 860             | 867             | 868             | 584             | 791             | 5.978           | 17 / 28 (36)    | Архивирано на веб-сајту (23. август 2015) |
| Хана Касјанова     | Резултат   | Није стартовала | Није стартовала | Није стартовала | Није стартовала | Није стартовала | Није стартовала | Није стартовала | Није стартовала | Није стартовала | Архивирано на веб-сајту (23. август 2015) |
| Хана Касјанова     | Бодови     | Није стартовала | Није стартовала | Није стартовала | Није стартовала | Није стартовала | Није стартовала | Није стартовала | Није стартовала | Није стартовала | Архивирано на веб-сајту (23. август 2015) |